# Râle élégant
Rallus elegans
Espèce
Statut de conservation UICN

 NT  : Quasi menacé
Le Râle élégant (Rallus elegans) est une espèce d'oiseau de la famille des Rallidae. La sous-espèce tenuirostris, endémique du Mexique, est dorénavant reconnue comme espèce à part entière, Rallus tenuirostris.
Il fréquente les endroits humides de Cuba et du quart sud-est du continent nord-américain.

## Répartition

zone de nidification
présence permanente